# Molenbossen
De Molenbossen (Venloos: De Meulebös) is een buurt in de Nederlandse provincie Limburg, in de Blerickse wijk Sint-Annakamp. De buurt loopt van de Baarlosestraat tot aan de A73 en de Maas. Tot de Molenbossen worden gerekend; de vier galerijflats aan de Maas en de woningen die aan de straat Molenbossen liggen. De flats bevatten in totaal 608 woningen. De buurt heeft verder twee bushaltes: Molenbossen-West en Molenbosen-Oost.

## Herkomst van de naam
Op de Tranchotkaart is een bos te zien dat zich vanaf de Goofersmolen uitstrekt richting de Maas. Het gebied was dus letterlijk begroeid met een bos nabij deze molen.

## Geschiedenis
Na de Franse tijd maakte het bosgebied plaats voor een steenfabriek. Deze werd in de jaren zestig gesloopt en ervoor in de plaats kwamen vier hoogbouwflats met elk circa 150 flatwoningen. Aanvankelijk waren er klachten van bewoners over vervuiling en het ontbreken van winkels en een fatsoenlijke verbinding met het dorp Blerick. Deze werden in de jaren zeventig opgelost.
Het speciale aan de flats is de zorgvuldige vormgeving, dit in tegenstelling tot de vele standaardontwerpen van de jaren zestig. De bijzondere trappenhallen, verspringende gevels en hoogteverschillen droegen bij aan het succes van de flats. Anno 2010 is er nog steeds een wachtlijst voor nieuwe bewoners. In de jaren negentig verwisselden de woningen van eigenaar; aanvankelijk waren ze het bezit van woningcorporatie Venlo-Blerick (later Woonwenz geheten), nu is woningcorporatie Antares de eigenaar. De flatgebouwen hebben, van zuid naar noord, de volgende namen: Zuidenwind, Regenboog, Vogelvlucht, Zonsopgang.
Tevens kwam er in 1961 een VBO-college voor dienstverlening en gezondheidszorg in de wijk. Deze werd, na een aanvankelijke fusie met een Tegelse school, in de jaren negentig gesloten.

## Renovatie flats
In 2013 besloot de woningcorporatie om de flatgebouwen op te knappen. Als onderliggende reden wordt de sterke veroudering van de flats genoemd. Toen in de jaren negentig de flats van eigenaar wisselden, werd de ingangspartij nog vernieuwd, maar verder werd slechts preventief onderhoud gepleegd. In november 2014 werd de eerste flatwoning als voorbeeldwoning aangepast aan de renovatieplannen. De gebouwen krijgen een nieuw uiterlijk, waaronder bredere balkons, nieuwe voordeuren. Tevens stoppen de liften op elke etage (nu zijn er liften voor de even en de oneven etages). In 2015 werd begonnen met de renovatie die naar verwachting 8 jaar zal duren.